# Autômato finito alternado
Na teoria dos autômatos, um autômato finito alternado (AFA) é um autômato finito não-determinístico cujas transições são dividas em transições existenciais e universais. Por exemplo, consideremos A como um autômato alternado.
- Para uma transição existencial {\displaystyle (q,a,q_{1}\vee q_{2})}, A escolhe não-deterministicamente mudar o estado para {\displaystyle q_{1}} ou {\displaystyle q_{2}}, lendo a. Comportando-se, assim, como um autômato finito não-determinístico regular.
- Para uma transição universal {\displaystyle (q,a,q_{1}\wedge q_{2})}, A move para {\displaystyle q_{1}} e {\displaystyle q_{2}}, lendo a, simulando o comportamento de uma máquina paralela.

Por causa do quantificador universal uma execução é representada por uma árvore de execuções. A aceita uma palavra w, se existe uma árvore de execução sobre w na qual todo caminho termina em um estado de aceitação.
Um teorema básico diz que qualquer AFA é equivalente a um autômato finito não determinístico (AFN), executando um tipo similar de construção tão poderosa como a que é usada na transformação de um AFN para um autômato finito determinístico (AFD). Essa construção converte um AFA com k estados para um AFN que possui até {\displaystyle 2^{k}} estados.
Um modelo alternativo que é frequentemente usado é aquele em que combinações de booleanas são representados como cláusulas.
Por exemplo, pode-se assumir as combinações para estar na Forma Normal Disjuntiva então {\displaystyle \{\{q_{1}\},\{q_{2},q_{3}\}\}} poderia representar  {\displaystyle q_{1}\vee (q_{2}\wedge q_{3})}. O estado tt (true) é representado por {\displaystyle \{\{\}\}} nesse caso e ff (false) por {\displaystyle \varnothing }. Essa representação de cláusulas é normalmente mais eficiente.

## Definição Formal
Um autômato finito alternado (AFA) é uma 6-tupla,
{\displaystyle (S(\exists ),S(\forall ),\Sigma ,\delta ,P_{0},F)}, onde
- {\displaystyle S(\exists )} é um conjunto finito de estados existenciais. Comumente representado como {\displaystyle S(\vee )}.
- {\displaystyle S(\forall )} é um conjunto finito de estados universais. Comumente representado como {\displaystyle S(\wedge )}.
- {\displaystyle \ \Sigma } é um conjunto finito de símbolos de entrada.
- {\displaystyle \ \delta } é um conjunto de funções de transição para o próximo estado {\displaystyle (S(\exists )\cup S(\forall ))\times (\Sigma \cup \{\varepsilon \})\to 2^{S(\exists )\cup S(\forall )}}.
- {\displaystyle \ P_{0}} é o estado inicial, tal que {\displaystyle P_{0}\in S(\exists )\cup S(\forall )}.
- {\displaystyle \ F} é o conjunto dos estados de aceitação, tal que {\displaystyle F\subseteq S(\exists )\cup S(\forall )}.